# Moritz Müller
Moritz Müller (Francoforte sul Meno, 19 novembre 1986) è un hockeista su ghiaccio tedesco.

## Palmarès

### Olimpiadi invernali
- 1 medaglia:
  - 1 argento (Pyeongchang 2018)